# Габдула ибн Микаил
Габдула ибн Микаил (на татарски: Ğabdullah bine Mikail) е владетел на Волжка България през 10 век, внук на Алмиш.
Известен е с монетите, които е сякъл в Суар (948-949) и Болгар (957-958). Предполага се, че по време на неговото управление окончателно се оформят Волжко-българското и Суарското княжество.